# Patrick Pascal
Patrick Pascal Onya (* 14. Dezember 1974 in Gali, Bauchi) ist ein ehemaliger nigerianischer Fußballspieler und heutiger Fußballfunktionär.

## Karriere

### Verein
Patrick startete seine Karriere mit Wunti FC of Bauchi. 1992 startete er seine Profikarriere in der Nigerian Premier League für Gombe United. Nach einem Jahr in Gombe, wechselte er zum Shooting Stars FC. Dort entwickelte er sich zum Leistungsträger und wurde im Januar 1994 zum belgischen Zweitligisten KSV Waregem ausgeliehen.  Nach achtzehn Monaten in Belgien, kehrte er zum Shooting Stars FC zurück. Dort blieb er bis zum 2. Januar 1997 und wechselte in die Türkei zu Gençlerbirliği Ankara. In Ankara kam er in sieben Monaten als Stürmer zu 29 Einsätzen und erzielte elf Tore. Im September 1997 kehrte er nach Belgien zurück und unterschrieb für Verbroedering Denderhoutem. Dort blieb er bis zum 18. November 1997 und unterschrieb anschließend bei Altay Izmir. Onya spielte bis zum Ablauf seines Vertrags am 30. Mai 1999 in 45 Spielen. Nach der Saison kehrte er nach Belgien zurück und unterschrieb nach erfolgreichen Probetraining, im Januar 2001 mit Royal Antwerpen. Nachdem er in der Rückrunde der Saison 2001/02 zu neun Einsätzen gekommen war, wechselte er zum belgischen Amateur-Verein Koninklijke Ternesse Voetbalvereniging Wommelgem. Nach fünfeinhalb Jahren bei K. Ternesse VV, wechselte er im Januar 2006 in die Provinciale zum FC Apollo-Nielse. Dort beendete er 2009 seine Karriere und kehrte nach Nigeria zurück.

### Nationalmannschaft
Patrick spielte 1998 und 1999 in vier Länderspielen für die Nigerianische Fußballnationalmannschaft.

## Karriere als Funktionär
Nach dem Ende seiner aktiven Karriere wurde er Präsident des Nigerian Premier League Vereines Wikki Tourists. Diesen Job übte er bis Frühjahr 2012 aus und wurde anschließend „Special Assistant“ für die Jugendteams des Nigeria Football Federation. Daneben arbeitet er als „Leiter der Jugendarbeit“ der Bauchi Football Association.